# Eutreta christophe
Eutreta christophe es una especie de insecto del género Eutreta de la familia Tephritidae del orden Diptera.

## Historia
Bates la describió científicamente por primera vez en el año 1933.